# Giuliano Corniani
Giuliano Corniani (Buccinigo, 4 luglio 1854 – Brescia, 30 agosto 1919) è stato un ingegnere e politico italiano, presidente della deputazione provinciale di Brescia, dal 1904 al 1908, e deputato alla Camera per il collegio elettorale di Iseo, dal 1909 alla morte.

## Biografia
Nacque a Buccinigo, a quel tempo comune indipendente, il 4 luglio 1854, da Giorgio Corniani e Alessandra Tutcheff. Dopo essersi laureato in Ingegneria al Politecnico di Milano, si trasferì in Argentina per il tirocinio professionale presso importanti progetti ferroviari.
Tornato in Italia, fu chiamato per redigere il progetto della ferrovia a scartamento normale Rezzato-Vobarno nel bresciano. Si trasferì quindi a Brescia dove entrò subito in contatto con il gruppo dei liberali moderati.
Nel 1893 fu eletto al consiglio comunale cittadino. Venne poi confermato alle elezioni generali del 1895, quando l'alleanza fra liberali moderati e clericali sconfisse i liberali progressisti, guidati da Giuseppe Zanardelli, che amministravano il comune con continuità dal 1885.
Nello stesso 1895 fu eletto al consiglio provinciale in rappresentanza del primo mandamento di Brescia ed entrò subito nella deputazione guidata da Pietro Frugoni nella quale ebbe il compito di seguire lo sviluppo e la manutenzione della rete stradale, tranviaria e ferroviaria della provincia. Alle elezioni provinciali parziali del 1899 fu confermato in consiglio, ma in qualità di rappresentante del mandamento di Bovegno, per cui si interessò della viabilità della Valle Trompia, della progettazione della ferrovia per Gardone e di quella per Nave e Ponte Caffaro.
Alla morte del Presidente Bortolo Benedini, il 22 febbraio 1904 Corniani assunse la carica di Presidente facente funzione della Deputazione, confermato nella carica dal consiglio provinciale sia nella seduta del 7 marzo che dopo le elezioni parziali del 1905. Sotto la sua amministrazione, la provincia diede impulso alla costruzione della ferrovia Brescia-Iseo-Edolo e di quella del porto di Desenzano; si interessò dei progetti tranviari Castiglione-Desenzano e della Bassa bresciana e avallò l'acquisto della rete tranviaria provinciale da parte della Società Elettrica Bresciana. Nel comune di Brescia, fu uno dei pochi liberal moderati a osteggiare la municipalizzazione della rete cittadina sostenuta invece sia dalla giunta clerico-moderata di Vincenzo Bettoni Cazzago che da quella progressista di Girolamo Orefici.
Il 21 novembre 1908 decise di dimettersi dalla Presidenza per potersi presentare alle imminenti elezioni politiche; rimase in consiglio, dove venne confermato alle elezioni provinciali generali del 1914.
Le politiche si tennero nel marzo 1909 e Corniani fu il candidato dei liberal moderati, con l'appoggio informale del voto dei cattolici, al collegio di Iseo dove sfidò il deputato uscente Giovanni Quistini. Al primo turno ottenne 2747 voti contro i 2008 dello sfidante zanardelliano ed entrò nella XXIII legislatura. Tuttavia la sua elezione fu contestata in quanto avvenuta dopo poco tempo dalle dimissioni alla carica di Presidente della Deputazione: il 7 giugno la Giunta delle Elezioni decise di annullarle e di convocare i comizi collegiali il 25 luglio. In questa occasione, Corniani rivinse nuovamente contro Quistini, ottenendo un significato incremento di voti rispetto alle precedente competizione elettorale. Alle politiche del 1913 venne confermato nello stesso collegio, dopo aver battuto lo zanardelliano Carlo Bonardi al primo turno. Nella XXIV legislatura fu nominato alla Giunta generale del bilancio e dei conti consuntivi.
Nel 1915, in occasione della prima guerra mondiale si arruolò e ottenne il grado di capitano d'artiglieria. Rimase al fronte fino a quando il primogenito fu in grado di sostituirlo, poi si dedicò alla propaganda fra le truppe.
Nel 1919, sposò la causa della costruzione della Rovato-Soncino e ne presidiò il comitato promotore. 
Morì improvvisamente il 30 agosto, a causa di una malattia contratta durante un soggiorno nella Val Camonica qualche giorno prima.

## Opere
- "Gl'Italiani alla Plata" in "Commentari dell'Ateneo di Brescia per l'anno 1887", Brescia, Tipografia Apollonio, 1887.
- "La navigazione interna ed il porto di Brescia" in "Commentari dell'Ateneo di Brescia per l'anno 1904", Brescia, Editrice Apollonio, 1904.
- "Della navigazione interna con speciale riguardo alla provincia e al porto di Brescia", Brescia, Unione tipo-litografica bresciana, 1905.
- "Per la ferrovia di Valle Camonica: la relazione della Deputazione", Brescia, Tipografia La Sentinella, 1904.